# Roger Mogert
Roger Bernt Carl-Erik Mogert, född 3 februari 1969 i Vantörs församling i Stockholm, är en svensk politiker (socialdemokrat) och var under åren 2002–2017 borgarråd på olika positioner i Stockholm.
Mogert anslöt sig till det Socialdemokratiska Ungdomsförbundet (SSU) i slutet av 1980-talet. Efter arbeten vid bland annat LO-distriktet i Stockholms län, Långholmens folkhögskola och Svenska Transportarbetareförbundet var han gatu- och fastighetsborgarråd i Stockholm 2002–2004 och kultur-, arbetsmarknads- och personalborgarråd i samma kommun 2004–2006. Åren 2006–2014 var han oppositionsborgarråd.
Som stadsbyggnads- och kulturborgarråd i Stockholm 2014–2017 riktade Mogert kritik mot kungen i samband med överklagandet av bygget av Nobelcenter.
Den 23 november 2017 avgick Mogert från alla politiska uppdrag efter att partiet internt utrett vittnesmål om trakasserier mot kvinnor i efterdyningarna av metoo-rörelsen. Mogert bad om ursäkt i ett skriftligt uttalande och statsminister Stefan Löfven kommenterade det inträffade med att om man inte kan sköta sig och bete sig på ett bra sätt, ska man inte företräda Socialdemokraterna.
Mogert har varit gift med den socialdemokratiska riksdagsledamoten Veronica Palm; paret ansökte om skilsmässa i april 2013.